# Dyskografia Nelly Furtado
Artykuł przedstawia całkowitą dyskografię kanadyjskiej wokalistki pop Nelly Furtado. Artystka w sumie wydała pięć albumów studyjnych, dwadzieścia pięć solowych singli oraz dwadzieścia pięć solowych teledysków dzięki wytwórni Universal Music.
Artystka zyskała sukces w roku 2000, kiedy to na rynkach muzycznych ukazał się debiutancki album studyjny Whoa, Nelly! promowany przez singel „I'm Like a Bird” – utwór wielokrotnie nagradzany, który zdobył nagrodę Grammy 2002 w kategorii najlepszy żeński występ wokalny. Dwie kolejne piosenki promujące wydawnictwo „Turn Off the Light” oraz „...on the Radio (Remember the Days)” również zyskały komercyjny sukces, ugruntowując pozycję wokalistki na światowych rynkach muzycznych. W roku 2003, trzy lata po debiucie ukazał się drugi album studyjny artystki Folklore promowany przez trzy single „Powerless (Say What You Want)”, „Try” oraz „Força”, który nie zyskał sukcesu komercyjnego. Ostatnia z piosenek stała się oficjalnym hymnem Mistrzostw Europy w Piłce Nożnej w roku 2004.
W 2006 roku na światowych rynkach muzycznych ukazał się trzeci album studyjny Loose, który jest do tej pory najlepiej sprzedającym się wydawnictwem nagranym przez Furtado na świecie. Krążek sprzedał się w nakładzie przekraczającym dziesięć milionów egzemplarzy i promowany był przez osiem singli, w tym cztery które zajęły miejsca na szczytach oficjalnych notowań „Promiscuous”, „Maneater”, „Say It Right” oraz „All Good Things (Come to an End)”. Po trzyletniej przerwie ukazał się czwarty album wokalistki Mi Plan zawierający kompozycje wykonywane wyłącznie w języku hiszpańskim. W roku 2010 na rynkach muzycznych pojawiła się pierwsza kompilacja wydana przez artystkę The Best of Nelly Furtado, zawierająca największe hity wydane w ciągu dziesięcioletniej kariery piosenkarki.
We wrześniu 2012 na światowych rynkach muzycznych miała miejsce premiera piątego albumu studyjnego wokalistki, The Spirit Indestructible. Wydawnictwo promowały single „Big Hoops (Bigger the Better)”, „Spirit Indestructible”, „Parking Lot” oraz „Waiting for the Night”.

## Albumy studyjne
| Tytuł                                               | Informacje                                                                                       | Najwyższe pozycje na listach | Najwyższe pozycje na listach | Najwyższe pozycje na listach | Najwyższe pozycje na listach | Najwyższe pozycje na listach | Najwyższe pozycje na listach | Najwyższe pozycje na listach | Najwyższe pozycje na listach | Najwyższe pozycje na listach | Najwyższe pozycje na listach | Statusy |
| Tytuł                                               | Informacje                                                                                       | POL                          | CAN                          | AUS                          | AUT                          | GER                          | NLD                          | NZL                          | SWI                          | UK                           | US                           | Statusy |
| --------------------------------------------------- | ------------------------------------------------------------------------------------------------ | ---------------------------- | ---------------------------- | ---------------------------- | ---------------------------- | ---------------------------- | ---------------------------- | ---------------------------- | ---------------------------- | ---------------------------- | ---------------------------- | --- |
| Whoa, Nelly!                                        | - Wydany: 24 października 2000 - Wytwórnia: DreamWorks - Format: CD, digital download            | 41                           | 2                            | 4                            | 37                           | 4                            | 10                           | 5                            | 6                            | 2                            | 24                           | - CAN: 4× platyna - AUS: 2× platyna - GER: złoto - NZL: 3× platyna - SWI: platyna - UK: 2× platyna - US: 3× platyna                     |
| Folklore                                            | - Wydany: 23 listopada 2003 - Wytwórnia: DreamWorks - Format: CD, digital download               | –                            | 18                           | 82                           | 10                           | 4                            | 4                            | –                            | 13                           | 11                           | 38                           | - CAN: platyna - NZL: złoto - SWI: platyna - UK: złoto - US: złoto                                                                      |
| Loose                                               | - Wydany: 7 czerwca 2006 - Wytwórnia: Geffen, Mosley - Format: CD, digital download              | 1                            | 1                            | 4                            | 1                            | 1                            | 2                            | 1                            | 1                            | 4                            | 1                            | - CAN: 4× platyna - AUS: 2× platyna - GER: 5× platyna - NZL: 2× platyna - POL: diament - SWI: 5× platyna - UK: 2× platyna - US: platyna |
| Mi Plan                                             | - Wydany: 11 września 2009 - Wytwórnia: Nelstar, Universal Latino - Format: CD, digital download | 6                            | 20                           | –                            | 6                            | 5                            | 30                           | –                            | 3                            | –                            | –                            | - GER: złoto - POL: złoto - SWI: złoto - US: platyna (Latino)                                                                           |
| The Spirit Indestructible                           | - Wydany: 14 września 2012 - Wytwórnia: Interscope, Mosley - Format: CD, digital download        | 31                           | 18                           | –                            | –                            | 3                            | 41                           | –                            | 3                            | 46                           | 79                           | |
| The Ride                                            | - Wydany: 31 marca 2017 - Wytwórnia: Nelstar - Format: CD, LP, digital download                  | –                            | 76                           | –                            | –                            | 65                           | –                            | –                            | 41                           | –                            | –                            | |
| „–” album nie był notowany, bądź nie został wydany. |                                                                                                  |                              |                              |                              |                              |                              |                              |                              |                              |                              |                              | |

## Kompilacje
| Tytuł                                               | Informacje                                                                                           | Najwyższe pozycje na listach | Najwyższe pozycje na listach | Najwyższe pozycje na listach | Najwyższe pozycje na listach | Najwyższe pozycje na listach | Najwyższe pozycje na listach | Najwyższe pozycje na listach | Najwyższe pozycje na listach | Najwyższe pozycje na listach | Najwyższe pozycje na listach | Statusy      |
| Tytuł                                               | Informacje                                                                                           | POL                          | CAN                          | AUS                          | AUT                          | GER                          | NLD                          | NZL                          | SWI                          | UK                           | US                           | Statusy      |
| --------------------------------------------------- | --- | ---------------------------- | ---------------------------- | ---------------------------- | ---------------------------- | ---------------------------- | ---------------------------- | ---------------------------- | ---------------------------- | ---------------------------- | ---------------------------- | ------------ |
| Mi Plan Remixes                                     | - Wydany: 26 października 2010 - Wytwórnia: Nelstar, Universal Latino - Format: CD, digital download | –                            | –                            | –                            | –                            | –                            | –                            | –                            | –                            | –                            | –                            |              |
| The Best of Nelly Furtado                           | - Wydany: 12 listopada 2010 - Wytwórnia: Geffen - Format: CD, digital download                       | 20                           | –                            | –                            | 34                           | 20                           | 90                           | –                            | 29                           | 53                           | –                            | - POL: złoto |
| „–” album nie był notowany, bądź nie został wydany. | |                              |                              |                              |                              |                              |                              |                              |                              |                              |                              |              |

## Minialbumy
- Sessions@AOL (2004)
- Live Session (iTunes Exclusive) (2006)
- Edicion Limitada en Español (2008)

## Single
| Tytuł                                                 | Rok  | Najwyższe pozycje na listach | Najwyższe pozycje na listach | Najwyższe pozycje na listach | Najwyższe pozycje na listach | Najwyższe pozycje na listach | Najwyższe pozycje na listach | Najwyższe pozycje na listach | Najwyższe pozycje na listach | Najwyższe pozycje na listach | Najwyższe pozycje na listach | Statusy                                                                    | Album                     |
| Tytuł                                                 | Rok  | POL                          | CAN                          | AUS                          | AUT                          | GER                          | NLD                          | NZL                          | SWI                          | UK                           | US                           | Statusy                                                                    | Album                     |
| ----------------------------------------------------- | ---- | ---------------------------- | ---------------------------- | ---------------------------- | ---------------------------- | ---------------------------- | ---------------------------- | ---------------------------- | ---------------------------- | ---------------------------- | ---------------------------- | -------------------------------------------------------------------------- | ------------------------- |
| „I'm Like a Bird”                                     | 2000 | –                            | 1                            | 2                            | 41                           | 41                           | 8                            | 2                            | 17                           | 5                            | 9                            | - AUS: 2× platyna - UK: srebro                                             | Whoa, Nelly!              |
| „Turn Off the Light”                                  | 2001 | –                            | 7                            | 7                            | 22                           | 31                           | 10                           | 1                            | 2                            | 4                            | 5                            | - AUS: platyna - NZL: złoto - SWI: złoto                                   | Whoa, Nelly!              |
| „...on the Radio (Remember the Days)”                 | 2001 | –                            | 14                           | 53                           | 48                           | 67                           | 23                           | 5                            | 43                           | 18                           | –                            | –                                                                          | Whoa, Nelly!              |
| „Hey, Man!”                                           | 2002 | –                            | 20                           | –                            | –                            | 49                           | 87                           | –                            | –                            | –                            | –                            | –                                                                          | Whoa, Nelly!              |
| „Powerless (Say What You Want)”                       | 2003 | –                            | 6                            | 37                           | 7                            | 8                            | 6                            | 16                           | 16                           | 13                           | –                            | –                                                                          | Folklore                  |
| „Try”                                                 | 2004 | –                            | 9                            | 61                           | 26                           | 31                           | 21                           | –                            | 22                           | 15                           | –                            | –                                                                          | Folklore                  |
| „Força”                                               | 2004 | –                            | 76                           | –                            | 5                            | 6                            | 4                            | –                            | 5                            | 40                           | –                            | –                                                                          | Folklore                  |
| „Explode”                                             | 2004 | –                            | 86                           | –                            | 54                           | 34                           | 36                           | –                            | 38                           | –                            | –                            | –                                                                          | Folklore                  |
| „The Grass Is Green”                                  | 2005 | –                            | –                            | –                            | –                            | 65                           | –                            | –                            | –                            | –                            | –                            | –                                                                          | Folklore                  |
| „No Hay Igual” (z gościnnym udziałem Calle 13)        | 2006 | –                            | –                            | –                            | –                            | –                            | –                            | –                            | –                            | –                            | –                            | –                                                                          | Loose                     |
| „Promiscuous” (z gościnnym udziałem Timbalanda)       | 2006 | –                            | 1                            | 2                            | 12                           | 6                            | 13                           | 1                            | 6                            | 3                            | 1                            | - CAN: 2× platyna - AUS: platyna - NZL: złoto - US: 2× platyna             | Loose                     |
| „Maneater”                                            | 2006 | –                            | 5                            | 3                            | 3                            | 4                            | 11                           | 2                            | 3                            | 1                            | 16                           | - AUS: złoto - SWI: złoto                                                  | Loose                     |
| „Te Busqué” (z gościnnym udziałem Juanesa)            | 2006 | –                            | –                            | –                            | 25                           | 16                           | 11                           | –                            | 79                           | –                            | –                            | –                                                                          | Loose                     |
| „Say It Right”                                        | 2006 | 1                            | 5                            | 2                            | 2                            | 2                            | 2                            | 1                            | 1                            | 10                           | 1                            | - AUS: platyna - GER: platyna - NZL: platyna - SWI: złoto - US: 2× platyna | Loose                     |
| „All Good Things (Come to an End)”                    | 2006 | 1                            | 5                            | 12                           | 1                            | 1                            | 1                            | 12                           | 1                            | 4                            | 86                           | - SWI: platyna                                                             | Loose                     |
| „In God’s Hands”                                      | 2007 | –                            | 11                           | –                            | 53                           | 33                           | 33                           | –                            | –                            | –                            | –                            | –                                                                          | Loose                     |
| „Do It”                                               | 2007 | –                            | 11                           | 53                           | 45                           | 22                           | 31                           | 17                           | 30                           | 75                           | 88                           | –                                                                          | Loose                     |
| „Manos al Aire”                                       | 2009 | –                            | –                            | –                            | 5                            | 2                            | 92                           | –                            | 6                            | –                            | –                            | –                                                                          | Mi Plan                   |
| „Más”                                                 | 2009 | –                            | –                            | –                            | –                            | –                            | –                            | –                            | –                            | –                            | –                            | –                                                                          | Mi Plan                   |
| „Bajo Otra Luz” (z gościnnym udziałem Mali Rodríguez) | 2010 | –                            | –                            | –                            | –                            | –                            | –                            | –                            | –                            | –                            | –                            | –                                                                          | Mi Plan                   |
| „Night Is Young”                                      | 2010 | –                            | 20                           | –                            | 69                           | –                            | –                            | –                            | –                            | –                            | –                            | –                                                                          | The Best of Nelly Furtado |
| „Big Hoops (Bigger the Better)”                       | 2012 | –                            | 28                           | –                            | –                            | 41                           | 46                           | –                            | –                            | 14                           | –                            | –                                                                          | The Spirit Indestructible |
| „Spirit Indestructible”                               | 2012 | –                            | –                            | –                            | 41                           | 23                           | –                            | –                            | 32                           | –                            | –                            | –                                                                          | The Spirit Indestructible |
| „Parking Lot”                                         | 2012 | –                            | –                            | –                            | –                            | –                            | –                            | –                            | –                            | –                            | –                            | –                                                                          | The Spirit Indestructible |
| „Waiting for the Night”                               | 2012 | –                            | 97                           | –                            | 73                           | 26                           | –                            | –                            | 29                           | –                            | –                            | –                                                                          | The Spirit Indestructible |
| „Pipe Dreams”                                         | 2017 | –                            | –                            | –                            | –                            | –                            | –                            | –                            | –                            | –                            | –                            | –                                                                          | The Ride                  |
| „–” singel nie był notowany, bądź nie został wydany.  |      |                              |                              |                              |                              |                              |                              |                              |                              |                              |                              |                                                                            |                           |

### Z gościnnym udziałem
| Tytuł                                                                      | Rok  | Najwyższe pozycje na listach | Najwyższe pozycje na listach | Najwyższe pozycje na listach | Najwyższe pozycje na listach | Najwyższe pozycje na listach | Najwyższe pozycje na listach | Najwyższe pozycje na listach | Najwyższe pozycje na listach | Najwyższe pozycje na listach | Najwyższe pozycje na listach | Album                        |
| Tytuł                                                                      | Rok  | POL                          | CAN                          | AUS                          | AUT                          | GER                          | NLD                          | NZL                          | SWI                          | UK                           | US                           | Album                        |
| -------------------------------------------------------------------------- | ---- | ---------------------------- | ---------------------------- | ---------------------------- | ---------------------------- | ---------------------------- | ---------------------------- | ---------------------------- | ---------------------------- | ---------------------------- | ---------------------------- | ---------------------------- |
| „What's Going On” (jako Artists Against AIDS)                              | 2001 | –                            | –                            | –                            | 51                           | 36                           | 26                           | 18                           | 16                           | 6                            | 27                           | Singel charytatywny          |
| „Breathe” (Swollen Members featuring Nelly Furtado)                        | 2002 | –                            | –                            | –                            | –                            | –                            | –                            | –                            | –                            | –                            | –                            | Monsters in the Closet       |
| „Fotografía” (Juanes featuring Nelly Furtado)                              | 2003 | –                            | –                            | –                            | –                            | –                            | –                            | –                            | –                            | –                            | –                            | Un Día Normal                |
| „Give It to Me” (Timbaland featuring Nelly Furtado & Justin Timberlake)    | 2007 | –                            | 1                            | 16                           | 3                            | 3                            | 8                            | 2                            | 6                            | 1                            | 1                            | Shock Value                  |
| „Win or Lose” (Zero Assoluto featuring Nelly Furtado)                      | 2008 | –                            | –                            | –                            | –                            | 64                           | –                            | –                            | –                            | –                            | –                            | Appena prima di partire      |
| „Broken Strings” (James Morrison featuring Nelly Furtado)                  | 2008 | –                            | 41                           | –                            | 2                            | 1                            | 7                            | 10                           | 1                            | 2                            | –                            | Songs for You, Truths for Me |
| „Jump” (Flo Rida featuring Nelly Furtado)                                  | 2009 | –                            | 32                           | 18                           | 34                           | 27                           | –                            | 33                           | –                            | 21                           | 54                           | R.O.O.T.S.                   |
| „I Wish I Knew Natalie Portman” (k-os featuring Saukrates & Nelly Furtado) | 2009 | –                            | –                            | –                            | –                            | –                            | –                            | –                            | –                            | –                            | –                            | Yes!                         |
| „Morning After Dark” (Timbaland featuring Nelly Furtado & SoShy)           | 2009 | –                            | 8                            | 19                           | 12                           | 6                            | 17                           | –                            | 20                           | 6                            | 61                           | Shock Value II               |
| „Who Wants to Be Alone” (Tiësto featuring Nelly Furtado)                   | 2010 | 1                            | –                            | –                            | –                            | –                            | 34                           | –                            | –                            | 91                           | –                            | Kaleidoscope                 |
| „Wavin’ Flag” (jako Young Artists for Haiti)                               | 2010 | –                            | 1                            | –                            | –                            | –                            | –                            | –                            | –                            | –                            | –                            | Singel charytatywny          |
| „Hot N' Fun” (N.E.R.D featuring Nelly Furtado)                             | 2010 | –                            | 98                           | –                            | –                            | –                            | 88                           | –                            | –                            | 49                           | –                            | Nothing                      |
| „Is Anybody Out There?” (K’naan featuring Nelly Furtado)                   | 2012 | –                            | 15                           | –                            | 7                            | 11                           | 25                           | 1                            | 20                           | –                            | 92                           | More Beautiful Than Silence  |
| „Be OK” (Dylan Murray featuring Nelly Furtado)                             | 2013 | –                            | –                            | –                            | –                            | –                            | –                            | –                            | –                            | –                            | –                            | Inspiration                  |
| „–” singel nie był notowany, bądź nie został wydany.                       |      |                              |                              |                              |                              |                              |                              |                              |                              |                              |                              |                              |

### Single promocyjne
- 2000 – „Party’s Just Begun (Again)” z albumu Whoa, Nelly!
- 2002 – „Trynna Finda Way” z albumu Whoa, Nelly!
- 2007 – „Lo Bueno Siempre Tiene Un Final” z albumu Loose (Summer Edition)
- 2007 – „En las Manos de Dios” z albumu Loose (Summer Edition)
- 2008 – „Somebody to Love” z albumu Loose
- 2009 – „Mi Plan” (z gościnnym udziałem Alexa Cuby) z albumu Mi Plan
- 2009 – „Silencio” (z gościnnym udziałem Josha Grobana) z albumu Mi Plan
- 2010 – „Fuerte” (z gościnnym udziałem Conchy Buiki) z albumu Mi Plan Remixes
- 2016 – „Behind Your Back” z albumu The Ride

## Gościnny wokal
| Piosenka                    | Rok  | Artysta                              | Album                                                          |
| --------------------------- | ---- | ------------------------------------ | -------------------------------------------------------------- |
| „Waitin' 4 the Streets”     | 1996 | Plains of Fascination, Nelly Furtado | Join the Ranks                                                 |
| „Get Your Freak On (Remix)” | 2001 | Missy Elliott, Nelly Furtado         | Lara Croft: Tomb Raider soundtrack                             |
| „Instant Karma”             | 2001 | David Stewart, Nelly Furtado         | Come Together: A Night for John Lennon's Words and Music       |
| „The Harder They Come”      | 2002 | Paul Oakenfold, Nelly Furtado        | Bunkka                                                         |
| „Fine Line”                 | 2002 | Jarvis Church, Nelly Furtado         | Shake It Off                                                   |
| „Thin Line”                 | 2002 | Jurassic 5, Nelly Furtado            | Power in Numbers                                               |
| „Sacrifice”                 | 2002 | The Roots, Nelly Furtado             | Phrenology                                                     |
| „Très Fly”                  | 2002 | Tallisman, Nelly Furtado             | 80 Million Isms                                                |
| „Ching Ching”               | 2002 | Ms. Jade, Timbaland, Nelly Furtado   | Girl Interrupted                                               |
| „Friendamine”               | 2005 | Jelleestone, Nelly Furtado           | The Hood is Here                                               |
| „Quando, Quando, Quando”    | 2005 | Michael Bublé, Nelly Furtado         | It's Time                                                      |
| „Slippery Sidewalks”        | 2007 | Bajofondo, Nelly Furtado             | Mar Dulce                                                      |
| „Sexy Movimiento (Remix)”   | 2008 | Wisin & Yandel, Nelly Furtado        | Los Extraterrestres: Otra Dimensión                            |
| „Bang the Drum”             | 2010 | Bryan Adams, Nelly Furtado           | Sounds of Vancouver 2010: Opening Ceremony Commemorative Album |
| „Where It Begins”           | 2010 | Ivete Sangalo, Nelly Furtado         | Ivete Sangalo Live At Madison Square Garden                    |
| „Time Stand Still”          | 2010 | Nelly Furtado                        | Score: A Hockey Musical soundtrack                             |
| „Mamma Knows”               | 2011 | Game, Nelly Furtado                  | The R.E.D. Album                                               |
| „The Seeker”                | 2011 | Nelly Furtado                        | Rok, w którym Dolly Parton była moją mamą soundtrack           |
| „Corcovado”                 | 2013 | Andrea Bocelli, Nelly Furtado        | Passione                                                       |
| „Headphones”                | 2013 | Nelly, Nelly Furtado                 | M.O.                                                           |
| „Bésame mucho”              | 2013 | Lucho Gatica, Nelly Furtado          | Historia de Un Amor                                            |
| „Getaway”                   | 2013 | Stack$, Nelly Furtado                | The Snowball Effect                                            |
| „Scars”, „Party”            | 2014 | Emmanuel Jal, Nelly Furtado          | The Key                                                        |
| „Hadron Collider”           | 2015 | Blood Orange, Nelly Furtado          | Freetown Sound                                                 |
| „Exposed”                   | 2017 | Tangina Stone, Nelly Furtado         | Elevate                                                        |

## Wideografia

### DVD
| Tytuł              | Informacje o albumie |
| ------------------ | --- |
| Loose Mini DVD     | - Wydany: 22 sierpnia 2007 - Wytwórnia: Universal Music - Format: DVD                                                                         |
| Loose: The Concert | - Wydany: Listopad 2007 - Wytwórnia: Universal Music - Format: DVD, CD+DVD - Zapis koncertu z Air Canada Centre podczas trasy Get Loose Tour. |

### Teledyski
| Tytuł                                 | Rok  | Reżyser                                        |
| ------------------------------------- | ---- | ---------------------------------------------- |
| „I'm Like a Bird”                     | 2000 | Francis Lawrence                               |
| „Turn Off the Light”                  | 2001 | Sophie Muller                                  |
| „...on the Radio (Remember the Days)” | 2001 | Hype Williams                                  |
| „Hey, Man!”                           | 2002 |                                                |
| „Powerless (Say What You Want)”       | 2003 | Bryan Barber                                   |
| „Try”                                 | 2004 | Sophie Muller                                  |
| „Força”                               | 2004 | Ulf Buddensiek                                 |
| „Explode”                             | 2004 | Bradley Clayford oraz Nelly Furtado            |
| „Promiscuous”                         | 2006 | Little X                                       |
| „Maneater”                            | 2006 | Anthony Mandler                                |
| „No Hay Igual”                        | 2006 | Israel Lugo oraz Gabriel Coss                  |
| „Say It Right”                        | 2006 | Rankin & Chris                                 |
| „All Good Things (Come to an End)”    | 2007 | Israel Lugo oraz Gabriel Coss                  |
| „In God’s Hands”                      | 2007 | Jesse Dylan                                    |
| „Do It”                               | 2007 | Aaron A. oraz Nelly Furtado                    |
| „Manos al Aire”                       | 2009 | Little X                                       |
| „Más”                                 | 2009 | Little X                                       |
| „Bajo Otra Luz”                       | 2010 | Aaron A., Su Montes oraz Nelly Furtado         |
| „Fuerte”                              | 2010 | Richard Bernardin, Robacho Buika oraz Aaron A. |
| „Night Is Young”                      | 2010 | Alan Ferguson                                  |
| „Big Hoops (Bigger the Better)”       | 2012 | Little X                                       |
| „Spirit Indestructible”               | 2012 | Aaron A.                                       |
| „Parking Lot”                         | 2012 | Ray Kay                                        |
| „Waiting for the Night”               | 2013 | The Seed Collective                            |
| „Bucket List”                         | 2013 | Aron A., Joachim Johnson                       |
| „Pipe Dreams”                         | 2016 | Jake Elliott                                   |

Z gościnnym udziałem
| Tytuł                   | Rok  | Reżyser          | Artysta                                             |
| ----------------------- | ---- | ---------------- | --------------------------------------------------- |
| „What's Going On”       | 2001 | Jake Scott       | Artists Against AIDS                                |
| „Breathe”               | 2002 | Todd MacFarlane  | Swollen Members (feat. Nelly Furtado)               |
| „Ching Ching”           | 2002 | Mark Classon     | Ms. Jade (feat. Nelly Furtado & Timbaland)          |
| „Fotografía”            | 2003 | Picky Talarico   | Juanes (feat. Nelly Furtado)                        |
| „Friendamine”           | 2005 | Harv             | Jelleestone (feat. Nelly Furtado)                   |
| „Give It to Me”         | 2007 | Paul „Coy” Allen | Timbaland (feat. Nelly Furtado & Justin Timberlake) |
| „Rockstar”              | 2007 | Dori Oskowitz    | Nickelback                                          |
| „Win or Lose”           | 2008 | Cosimo Alemà     | Zero Assoluto (feat. Nelly Furtado)                 |
| „Broken Strings”        | 2008 | Micah Meisner    | James Morrison (feat. Nelly Furtado)                |
| „Jump”                  | 2009 | Chris Robinson   | Flo Rida (feat. Nelly Furtado)                      |
| „Morning After Dark”    | 2009 | Paul „Coy” Allen | Timbaland (feat. Nelly Furtado & SoShy)             |
| „Wavin' Flag”           | 2010 | Andres Arocha    | Young Artists for Haiti                             |
| „Hot N' Fun”            | 2010 | Jonas Åkerlund   | N.E.R.D (feat. Nelly Furtado)                       |
| „Is Anybody Out There?” | 2012 | Chris Robinson   | K’naan (feat. Nelly Furtado)                        |
| „Sin Ti”                | 2013 | Jorge Colón      | Tommy Torres (feat. Nelly Furtado)                  |